# James D. Breckenridge
James Douglas Breckenridge (* 8. August 1926 in Brooklyn; † 18. Dezember 1982) war ein US-amerikanischer Kunsthistoriker, der sich vor allem mit der Kunst der Spätantike und des Mittelalters sowie mit dem antiken Porträt beschäftigte. Seit seiner Dissertation widmete er sich auch numismatischen Fragen.
Er studierte an der Cornell University und an der Princeton University, wo er 1949 abschloss und 1957 seinen Doktortitel erhielt. Von 1952 bis 1955 war er Kurator der Clark Collection an der Corcoran Gallery in Washington, D.C., danach bis 1960 Kurator am Baltimore Museum of Art. Seit 1961 lehrte er als Professor für Kunstgeschichte an der Northwestern University in Evanston (Illinois).

## Schriften (Auswahl)
- A handbook of Dutch and Flemish paintings in the William Andrews Clark Collection. The Corcoran Gallery of Art, Washington (1955)
- Italian maiolica in the W. A. Clark collection: catalogue. In: The Corcoran Gallery of Art bulletin 7 (1955) No. 3
- "Et prima vidit". The Iconography of the Appearance of Christ to his Mother. In: Art Bulletin 31 (1957) 9-32.
- Four centuries of miniature painting. From the collections of the A. Jay Fink Foundation and A. J. Fink, pers., The Baltimore Museum of Art, Dec. 13, 1958 - Jan. 25, 1959 (Baltimore 1958)
- The numismatic iconography of Justinian II, 685 - 695, 705 - 711, A.D. (New York 1959) (Numismatic notes and monographs, 144) [= Diss. Princeton 1957]
- Portraiture and the cult of the Skulls. In: Gazette des Beaux-Arts (1964) 275-288.
- Multiple portrait types. In: Acta ad archaeologiam et artium historiam pertinentia 2 (1965) 9-22.
- Likeness. A conceptual history of ancient portraiture (Evanston 1968)
- The schools of Salerno - Medical and Artistic. In: Journal of the American Medical Association 216,1 (1971) 105-110.
- Evidence for the nature of relations between pope John VII and the Byzantine emperor Justinian II. In: Byzantinische Zeitschrift 65 (1972) 364-374.
- Lateranus redivivus. In: Art Bulletin 54 (1972) 69-76.
- The definition and diffusion of the standard Byzantine Christ-type. In: Évolution générale et développements régionaux en histoire d l'art. Actes du 22. Congrès International d'Histoire de l'Art, Budapest, 1969, Band 1 (Budapest 1972) 119-126.
- Origins of Roman Republican portraiture. Relations with the hellenistic world. In: Aufstieg und Niedergang der römischen Welt Bd. 1, 4 (Berlin 1973) 826-854.
- The iconoclasts images of Christ. In: Gesta 11,2 (1973) 3-8.
- Origins of Roman Republican portraiture. Relations with the hellenistic world. In: Aufstieg und Niedergang der römischen Welt Bd. 1, 4 (Berlin 1973) 826-854.
- Christian funerary portraits in mosaic. In: Gesta 13,2 (1974) 29-43.
- Apocrypha of Early Christian Portraiture. In: Byzantinische Zeitschrift 67 (1974) 101-109.
- A classical quotation in twelfth-century Sicily. In: Gesta 15 (1976) 279-284.
- The role of Spain in the revival of the funerary effigy in medieval Art. In: Actas del XXIII Congreso Internacional de Historia del Arte: España entre el Mediterraneo y el Atlántico. Vol. 1 (Granada 1976) 313-319.
- The reception of art into the early Church. In: Atti del IX Congresso internazionale di archeologia cristiana, Roma 21-27 settembre 1975 (Roma 1978) I 361-369.
- Three Portrait Gems. In: Gesta 18,1 (1979) 7-18.
- The Two Sicilies, In: Islam and the Medieval West (SUNY Press 1979)
- Christ on the Lyre-backed throne. In: Dumbarton Oaks Papers 34-35 (1980-81) 247-260.
- Again the Carmagnola. In: Gesta 20,1 (1981) 1-7.
- Roman imperial portraiture from Augustus to Gallienus. In: Aufstieg und Niedergang der römischen Welt Bd. 2, 12, 2 (Berlin 1981) 477-512.
- The uses and abuses of numismatic iconography. In: Problemi di metodo: condizioni di esistenza di una storia dell'arte. Atti del XXIV Congresso Internazionale di Storia dell'Arte, Bologna 1979 (Bologna 1982) 153-158.
- Coins verify Hannibal identification. In: Coin World 23, no. 1137 (1982) 29-30.
- mit G. M. A. Richter, The relation of Early Imperial Rome to Greek art. In: Aufstieg und Niedergang der römischen Welt Bd. 2, 12, 1 (Berlin 1982) 3-23.
- Hannibal as Alexander. In: Ancient World 7 (1983) 111-128.
- A missing eye. In: Ancient World 20 (1989) 3-4.